# Góra lodowa A-68

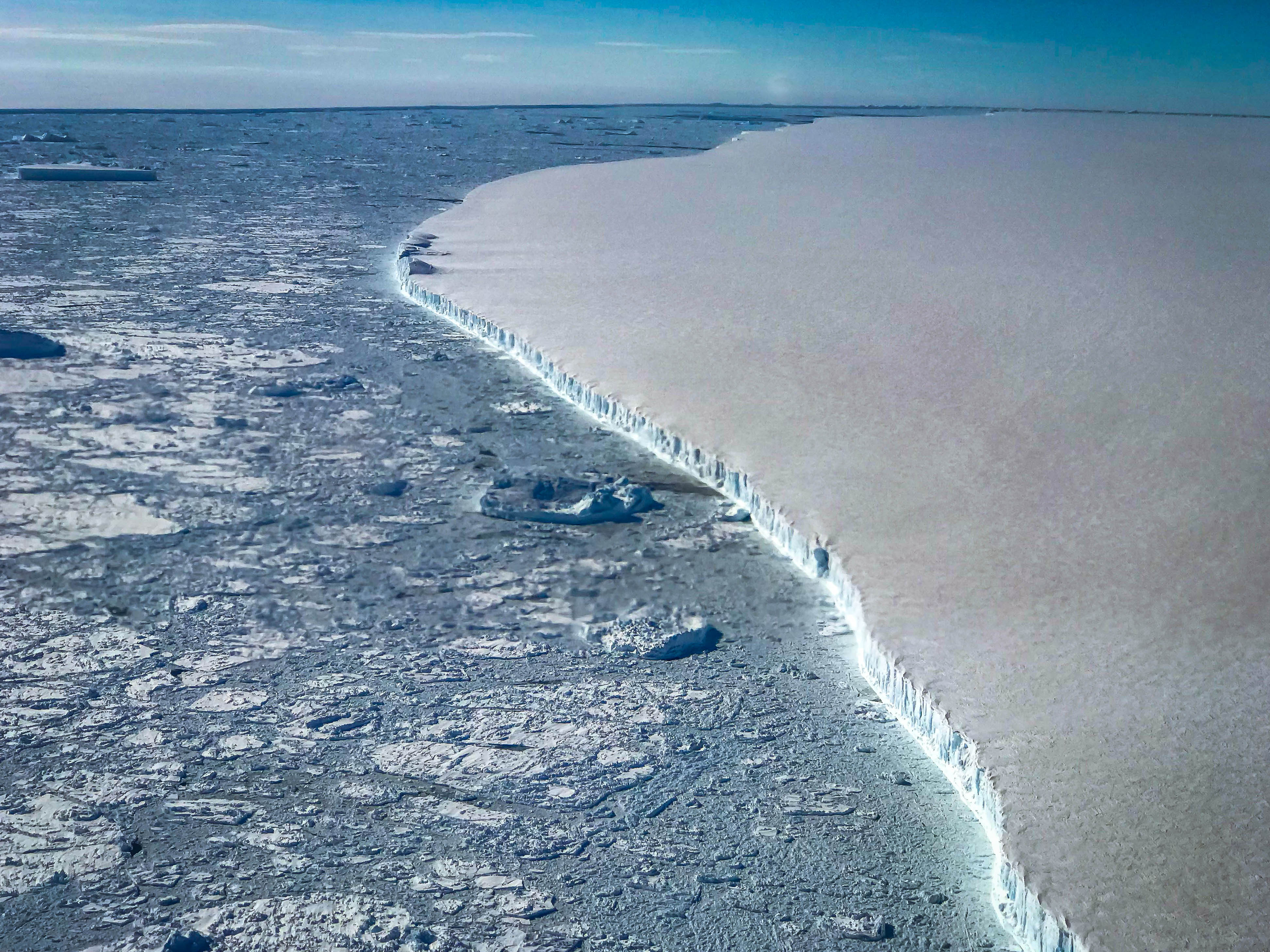
Zachodni skraj góry lodowej A-68 w 2017 roku

Góra lodowa A-68 – jedna z największych znanych gór lodowych, która powstała w Antarktyce w lipcu 2017 roku. W chwili powstania miała powierzchnię około 5800 km².

## Historia

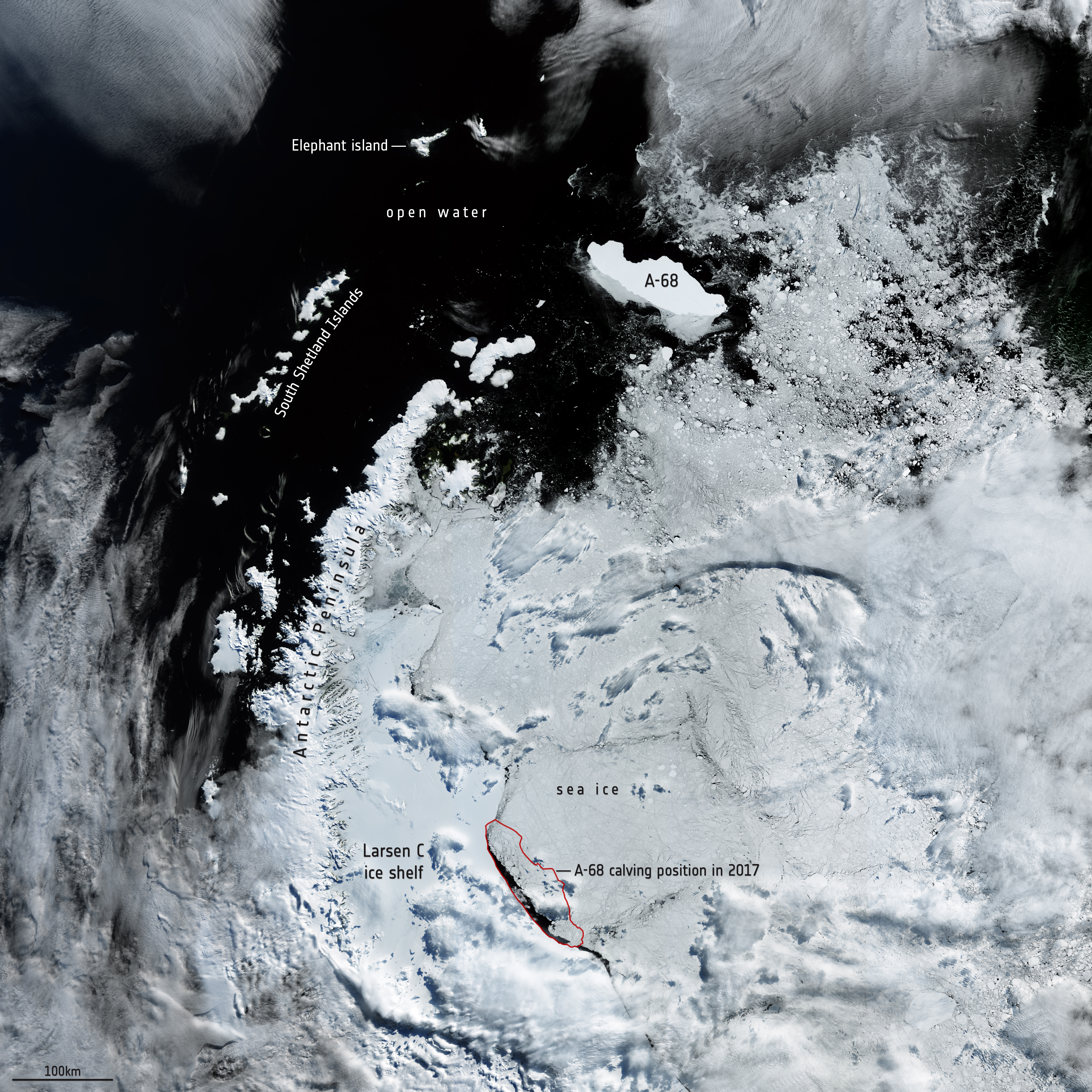
Wyspa lodowa A-68A mija Półwysep Antarktyczny w lutym 2020 roku

Góra oderwała się od Lodowca Szelfowego Larsena przy Półwyspie Antarktycznym na Antarktydzie, w efekcie zmniejszając powierzchnię lodowca o około 10%. Niedługo potem oderwał się od niej północny fragment A-68B, ale w ciągu następnego roku główna część, oznaczona A-68A, pozostawała w odległości kilkudziesięciu kilometrów od lodowca, gdyż pływający lód uniemożliwiał jej odpłynięcie. Góra lodowa A-68A minęła Półwysep Antarktyczny na przełomie 2019 i 2020 roku, wpłynęła na cieplejsze wody w pobliżu Orkadów Południowych i spodziewano się jej rozpadu. Tymczasem opuściła ona Morze Weddella, wpłynęła na Morze Scotia i podążała w stronę Georgii Południowej.

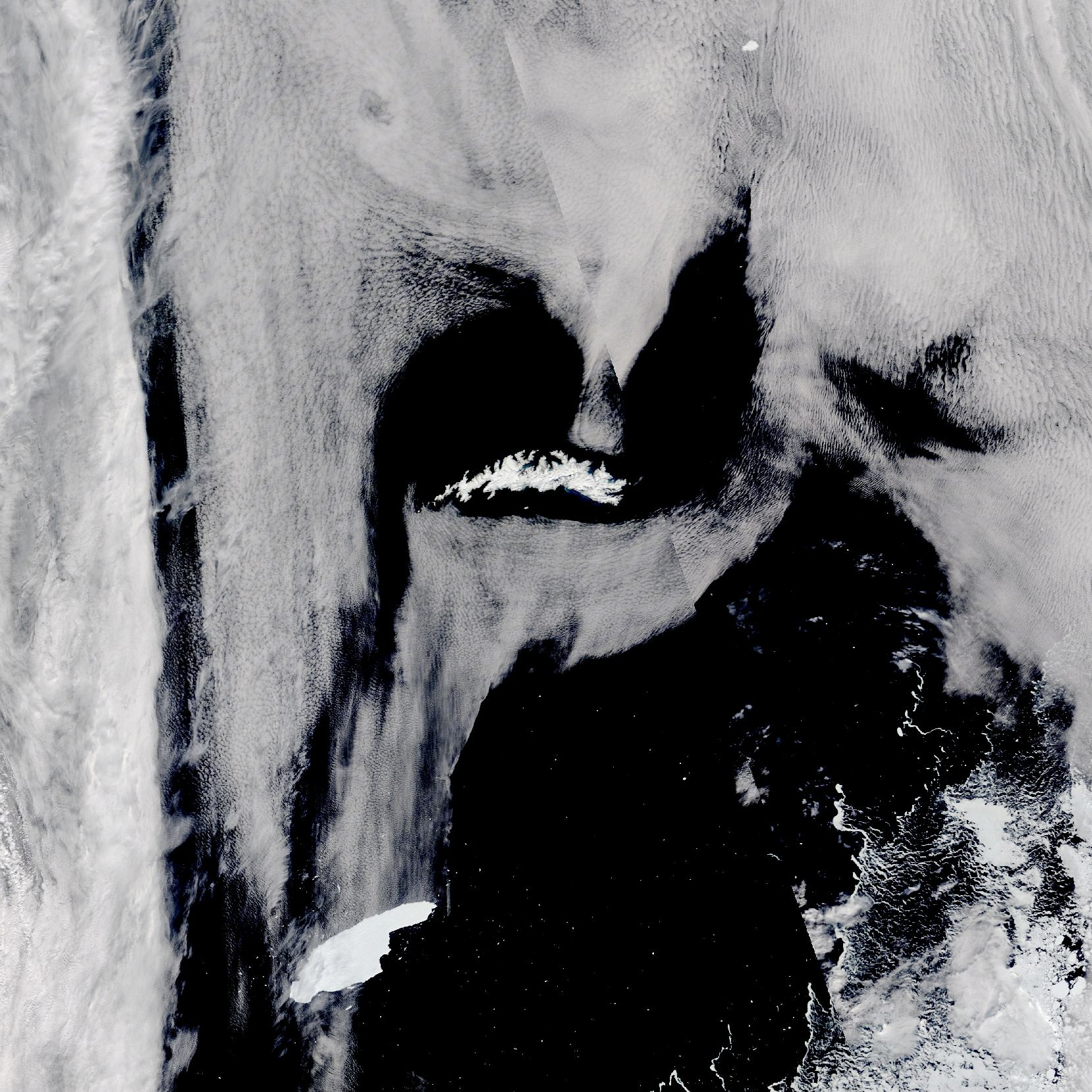
A-68A zbliżająca się do Georgii Południowej w listopadzie 2020 roku

Na początku grudnia 2020 pozostała część góry lodowej A-68A miała powierzchnię ok. 4200 km², zbliżoną do powierzchni Georgii Południowej. Przypuszczano, że podobnie jak mniejszy fragment A-68C ominie ona tę wyspę, niesiona prądami morskimi i rozpadnie się, płynąc ku północy. Jednak A-68A miała zanurzenie oceniane na około 200 metrów, co budziło obawy, że może osiąść na szelfie kontynentalnym blisko wyspy. W takim przypadku mogłaby wywrzeć duży negatywny wpływ na zwierzęta polujące w morzu (pingwiny i płetwonogie), a także na rybołówstwo. 13 grudnia góra lodowa najbardziej zbliżyła się do wyspy i oderwał się od niej fragment A-68D o powierzchni ok. 144 km². Około tydzień później powiększające się szczeliny oddzieliły od niej dwie części o powierzchniach 655 km² (A-68E) i 225 km² (A-68F); największy pozostały fragment A-68A miał powierzchnię ok. 2600 km².
Na przełomie stycznia i lutego 2021 A-68A rozpadła się na szereg fragmentów o porównywalnych rozmiarach. Prąd morski odsunął ją w tym czasie na południe od Georgii Południowej. A-68A uległa ostatecznej dezintegracji w kwietniu 2021 roku. 